# アメリカ海兵隊創立記念日

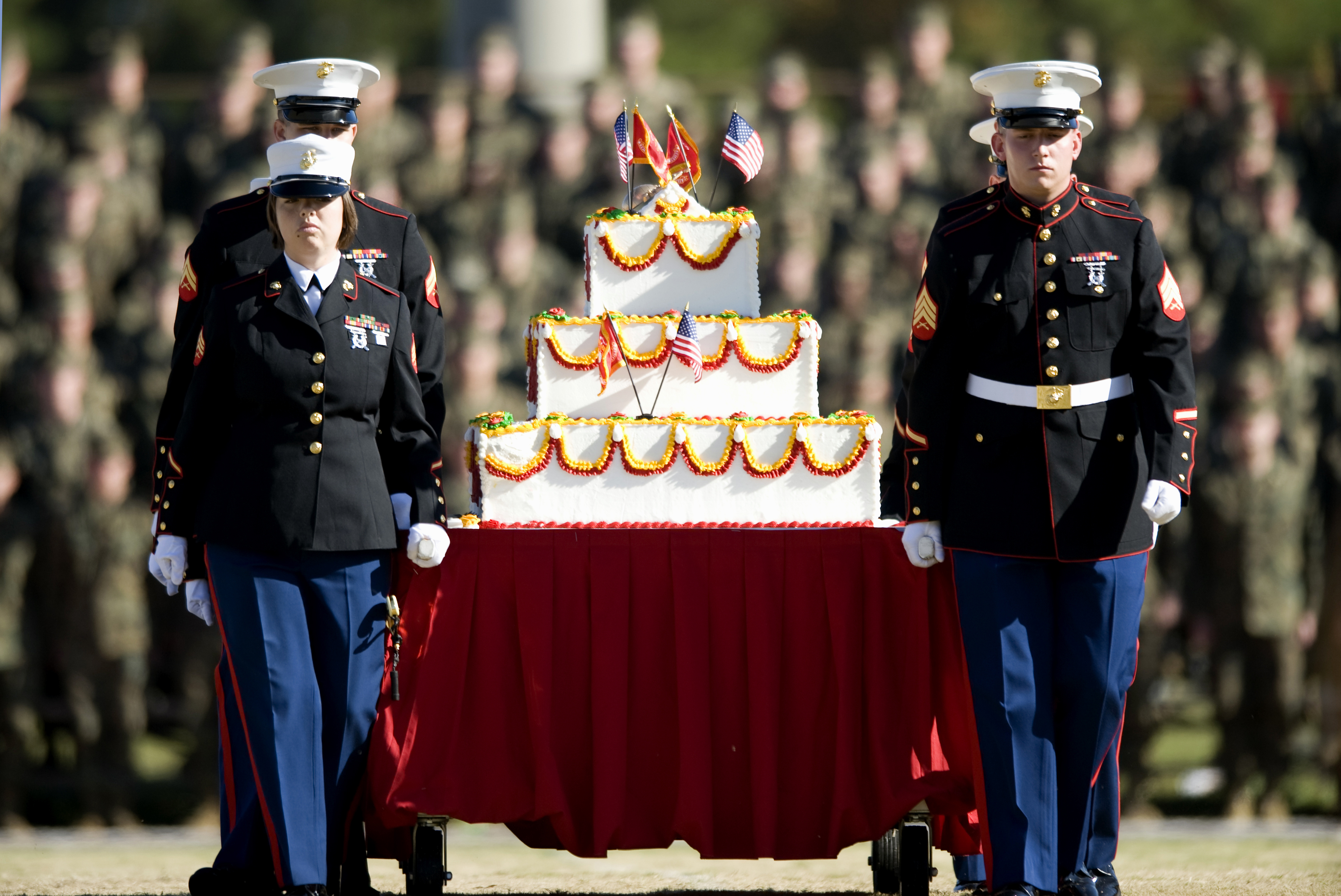
2008年キャンプ・レジューンで行われた記念式典

アメリカ海兵隊創立記念日（アメリカかいへいたいそうりつきねんび）は、1775年11月10日に大陸海兵隊が創立されたことを記念する日である。毎年、その日にはケーキカット・セレモニーなどの創立記念祝賀式や食事、舞踏会などの創立記念祝賀晩餐会が行われる。

## 歴史

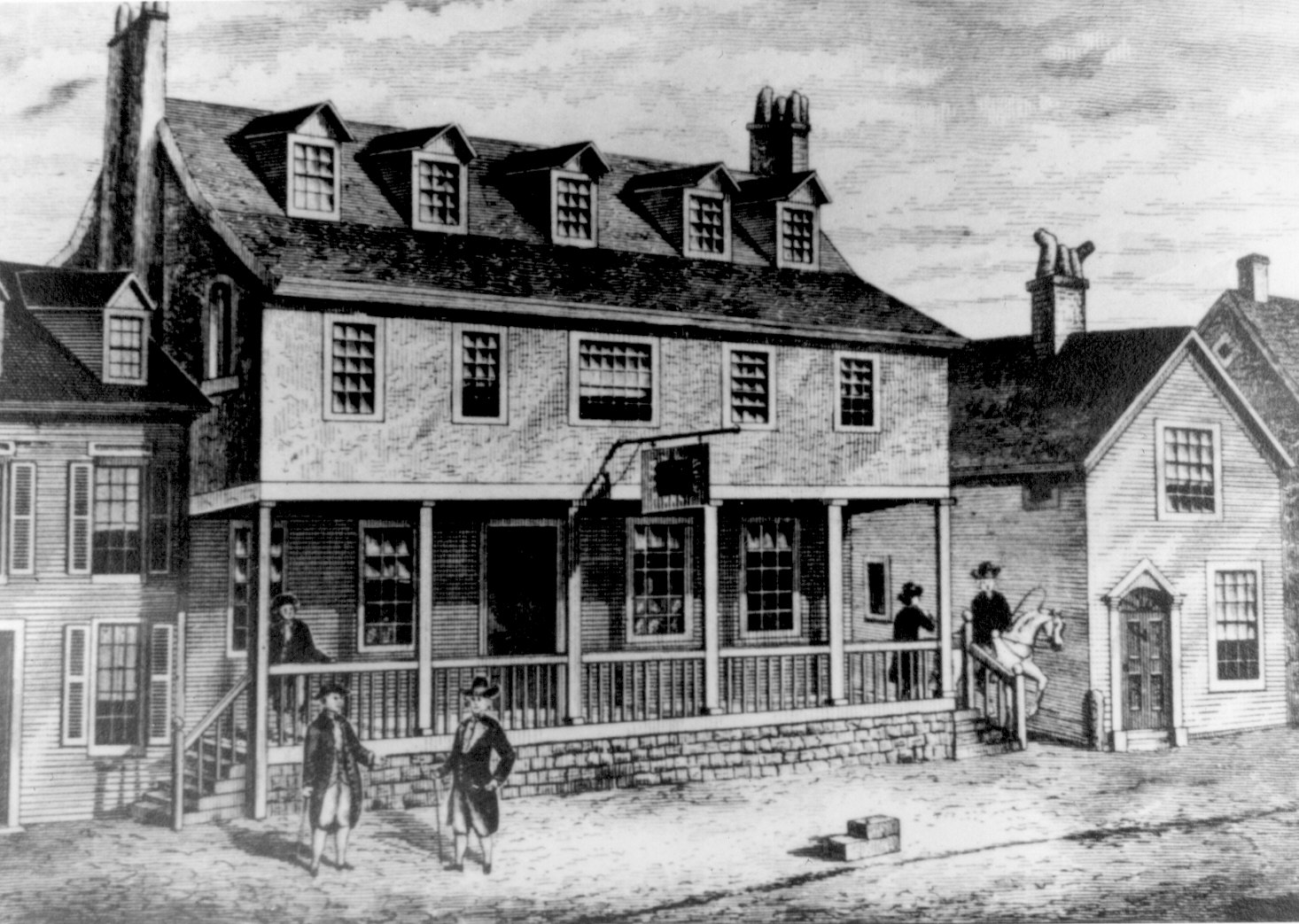
アメリカ海兵隊の創設地であるタン・タバーン

アメリカ海兵隊の創立記念日は、第2回大陸会議において、大陸海兵隊の創設に関し次の決議が採択された1775年11月10日であると定められている。
That two battalions of Marines be raised consisting of one Colonel, two lieutenant-colonels, two majors and other officers, as usual in other regiments; that they consist of an equal number of privates as with other battalions, that particular care be taken that no persons be appointed to offices, or enlisted into said battalions, but such as are good seamen, or so acquainted with maritime affairs as to be able to serve for and during the present war with Great Britain and the Colonies; unless dismissed by Congress; that they be distinguished by the names of the First and Second Battalions of Marines.

（通常の連隊と同じく、1名の大佐、2名の中佐、2名の少佐、およびその他の将校で構成される2個海兵大隊を編制する。各大隊には、通常の大隊と同数の兵士を配属する。各大隊には、現在行われている英国及びその植民地との戦いに参加可能な優秀な船員または海事に精通している者だけを所属させるように特に着意する。また議会によって解散されるまでの間とする。各大隊は、それぞれ海兵隊第1大隊及び第2大隊と命名される。）
海兵隊が創立された場所は、海兵隊総司令官サミュエル・ニコラスのもとへの海兵隊員の入隊が初めて行われた、ペンシルバニア州フィラデルフィアにあるタン・タバーンという酒場兼醸造所であったとされる。ただし、それよりも先に、コネストーガ・ワゴンというニコラス家の経営する店で入隊が行われたとする説もある。1783年にアメリカ独立戦争が終わると、大陸海軍の解体に伴い、大陸海兵隊も解体された。1798年7月11日、海兵隊の創設および編制に関する法律（Act for establishing and organizing a Marine Corps）がジョン・アダムズ大統領によって署名され、海兵隊が再創設された。

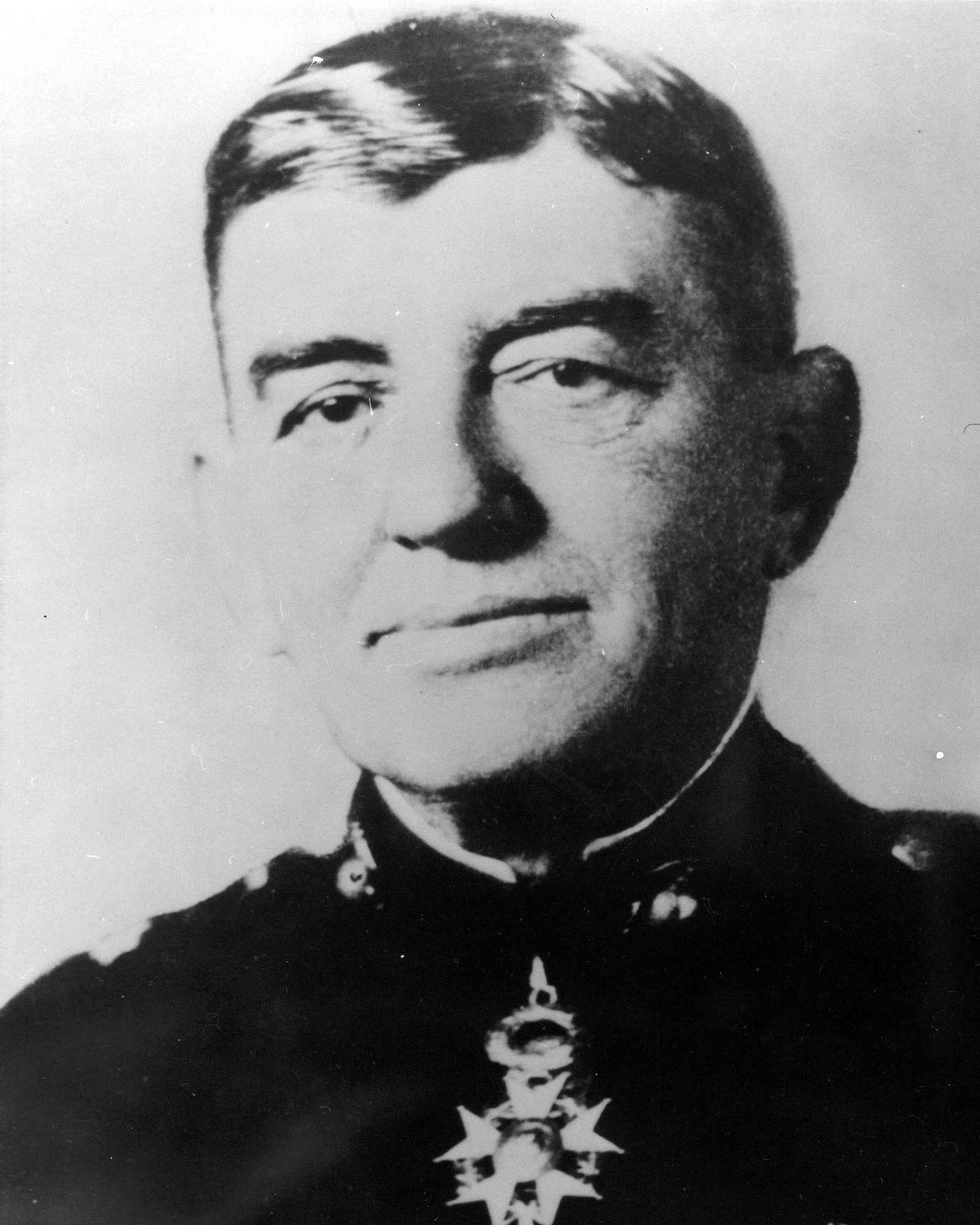
海兵隊命令第47号を発出した海兵隊司令官のジョン・A・レジューン

1921年までは、海兵隊が再創設された7月11日を記念する簡素な式典だけが行われていた。1921年10月21日、当時、創設されたばかりのアメリカ海兵隊歴史部の一員であったエドウィン・ノース・マクレラン少佐は、最初の海兵隊が創設された11月10日を海兵隊の休日とし、海兵隊全体で祝うことを海兵隊総司令官のジョン・A・レジューンに覚書をもって上申した。これを受けてレジューン総司令官が発出したのが、海兵隊命令第47号であった。

MARINE CORPS ORDERS（海兵隊命令）

No. 47 (Series 1921)（第47号（1921年））

Headquarters Marine Corps|HEADQUARTERS U.S. MARINE CORPS（海兵隊司令部）

Washington, November 1, 1921（ワシントン, 1921年11月1日）

759. The following will be read to the command on the 10th of November, 1921, and hereafter on the 10th of November of every year. Should the order not be received by the 10th of November, 1921, it will be read upon receipt.（次の事項は、1921年11月10日に発効し、以降、毎年11月10日に発効を継続する。本命令を1921年11月10日までに受領しなかった場合は、受領時に発効する。）

1. On November 10, 1775, a Corps of Marines was created by a resolution of Continental Congress. Since that date many thousand men have borne the name "Marine". In memory of them it is fitting that we who are Marines should commemorate the birthday of our corps by calling to mind the glories of its long and illustrious history.（アメリカ海兵隊は、1775年11月10日、大陸会議の決議により創設された。それ以来、何万人もの兵士たちが「海兵隊員」と呼ばれてきた。彼らを記念して、海兵隊であるわれわれがアメリカ海兵隊の長い栄光の歴史を思い起こすことで海兵隊の創立日を祝うべきなのは当然である。）

2. The record of our corps is one which will bear comparison with that of the most famous military organizations in the world's history. During 90 of the 146 years of its existence the Marine Corps has been in action against the Nation's foes. From the Battle of Trenton to the Argonne, Marines have won foremost honors in war, and in the long eras of tranquility at home, generation after generation of Marines have grown gray in war in both hemispheres and in every corner of the seven seas, that our country and its citizens might enjoy peace and security.（アメリカ海兵隊の残してきた業績は、世界の歴史上のもっとも有名な軍事組織にも比肩するものである。海兵隊は146年間の歴史のうちの90年間にわたって、アメリカの敵に対する戦闘行動に従事してきた。海兵隊はトレントンの戦いからムーズ・アルゴンヌ攻勢まで、戦争で最高の栄誉を勝ち取り、アメリカ国内が平和であった長い期間にも、何世代もの海兵隊員たちが両半球と7つの海のあらゆる場所で長年にわたって戦い、わが国家および国民の平和と安全の享受に貢献してきたのである。）

3. In every battle and skirmish since the birth of our corps, Marines have acquitted themselves with the greatest distinction, winning new honors on each occasion until the term "Marine" has come to signify all that is highest in military efficiency and soldierly virtue.（アメリカ海兵隊は、その創立以来、あらゆる戦闘行動において傑出した業績を上げ、そのたびに新しい叙勲を獲得し、それによって「海兵隊」という言葉は軍事における効率と軍人としての徳目が最高であることを表すほどになったのである。）

4. This high name of distinction and soldierly repute we who are Marines today have received from those who preceded us in the corps. With it we have also received from them the eternal spirit which has animated our corps from generation to generation and has been the distinguishing mark of the Marines in every age. So long as that spirit continues to flourish Marines will be found equal to every emergency in the future as they have been in the past, and the men of our Nation will regard us as worthy successors to the long line of illustrious men who have served as "Soldiers of the Sea" since the founding of the Corps.（この海兵隊の名声と軍人としての評判は、われわれ今日の海兵隊員が海兵隊の先人たちから受け継いだものである。われわれはさらに、何世代にもわたって海兵隊の原動力となってきた、そしてあらゆる時代の海兵隊員の特徴となってきた永遠の気魄をも受け継いだ。この気魄が発揮され続ける限り、海兵隊は、これまでと同じく将来においてもあらゆる緊急事態に対応し、海兵隊の創設以来「海の兵士」として従軍してきた綿々と続く英雄たちの正統な後継者という評価を国民から受けるはずである。）

JOHN A. LEJEUNE,（ジョン・A・レジューン）

Major General Commandant（少将　司令官）

75705—21

 

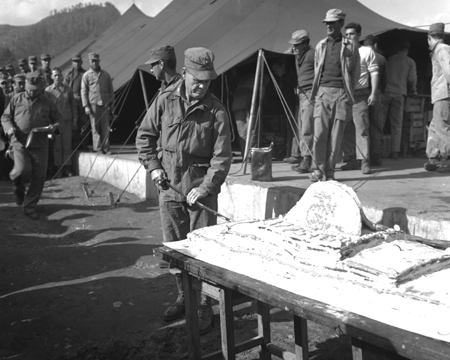
1950年、朝鮮戦争中の一時休戦間に海兵隊創立記念ケーキにナイフを入れる大佐ルイス・B ・"チェスティ"・プラー

最初の公式な祝賀晩餐会は、1925年に行われた。ただし、その進行要領についての記録は残っていない。創立記念祝賀式は、さまざまな要領で行われるが、戦闘展示、音楽演奏、ページェントおよびスポーツ・イベントなどが行われる場合もある。
創立記念祝賀式の要領は、海兵隊総司令官のラミュエル・C・シェパード・ジュニアによって、形式化および標準化され、ケーキカットの実施要領などが公式に決定された。1956年には、海兵隊訓練規定（Marine Drill Manual）にも記載された。ケーキの最初の一切れは、伝統にのっとり、参加している最古参の海兵隊員に与えられ、その後、その海兵隊から参加している最年少の海兵隊員へと渡される。これは、年長で経験が豊富な海兵隊員が、その知識を新しい世代の海兵隊員に伝えることを表現している。その行事においては、毎年再発令される海兵隊命令第47号（Marine Corps Order 47）に加えて、現海兵隊総司令官からのメッセージが読み上げられる。また、祝賀晩餐会においてダンスが行われる場合もある。海兵隊員の現在および過去の制服のファッションショーが行われることも多く、海兵隊の歴史を振り返ることができる出し物となっている。近年においては、部隊走（unit run）も行われるようになっている。海兵隊員は、世界中のどこにいても、そしてどんなに厳しい環境下や戦闘中であっても、創立記念日を祝うと言われている。
フィラデルフィアのアーチストリート・フレンズ・ミーティング墓地にあるサミュエル・ニコラスの墓では、毎年11月10日の夜明けに、海兵隊創設者としての功績をたたえるための献花が行われている。

## 写真集

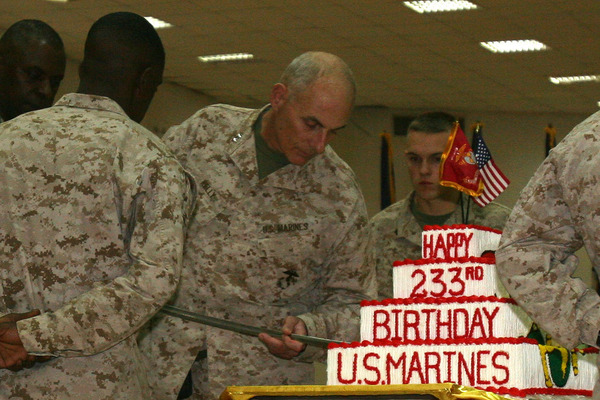
2008年、イラクのファルージャで記念日を祝うジョン・F・ケリー
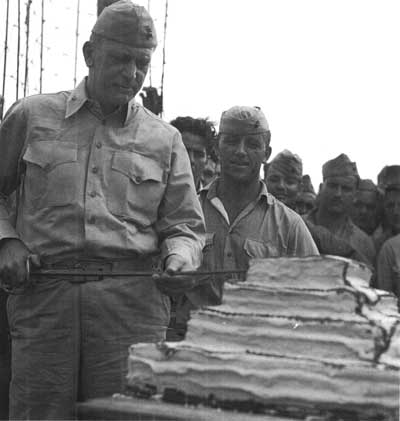
1943年、海兵奇襲部隊と記念日を祝うハリー・B・リヴァセッジ
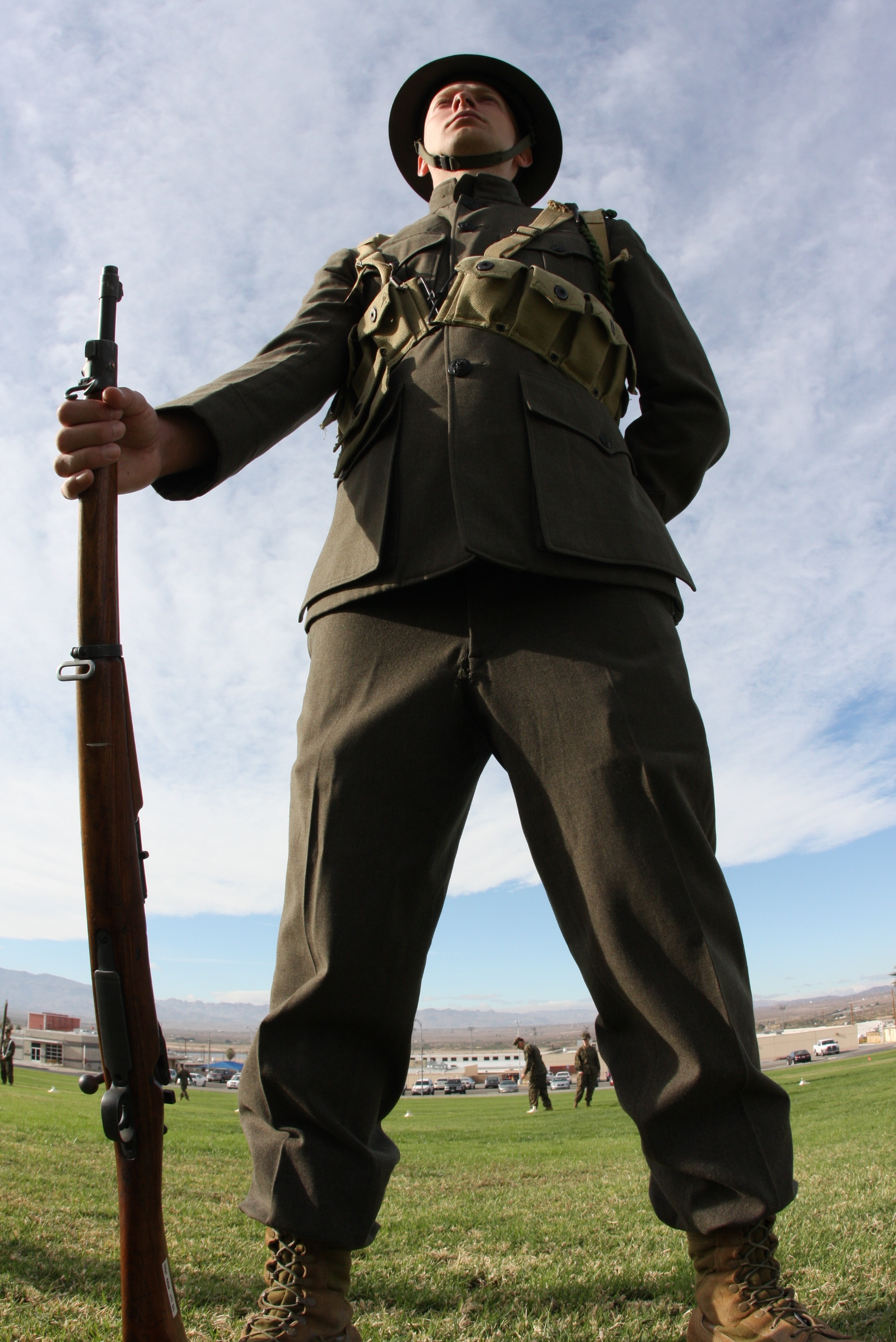
2008年、トゥエンティナイン・パームス海兵隊空陸戦センターでの記念ページェントにおいて、第1次世界大戦時代の制服を着用した海兵隊員
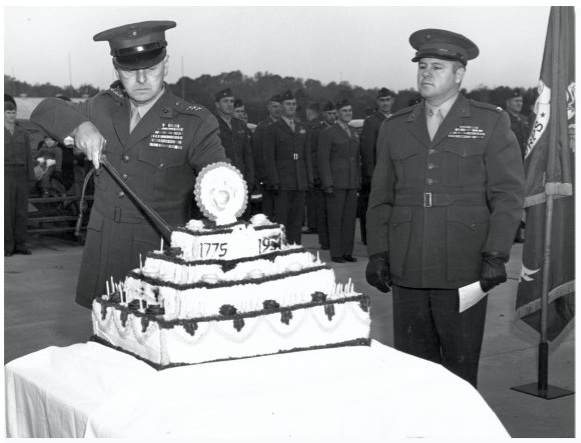
1951年、ザ・ベーシック・スクールにおいて、デビット・M・シャウプに見守られながらケーキカットを行うフランクリン・A・ハート。このケーキには、キャンドルが添えられている。
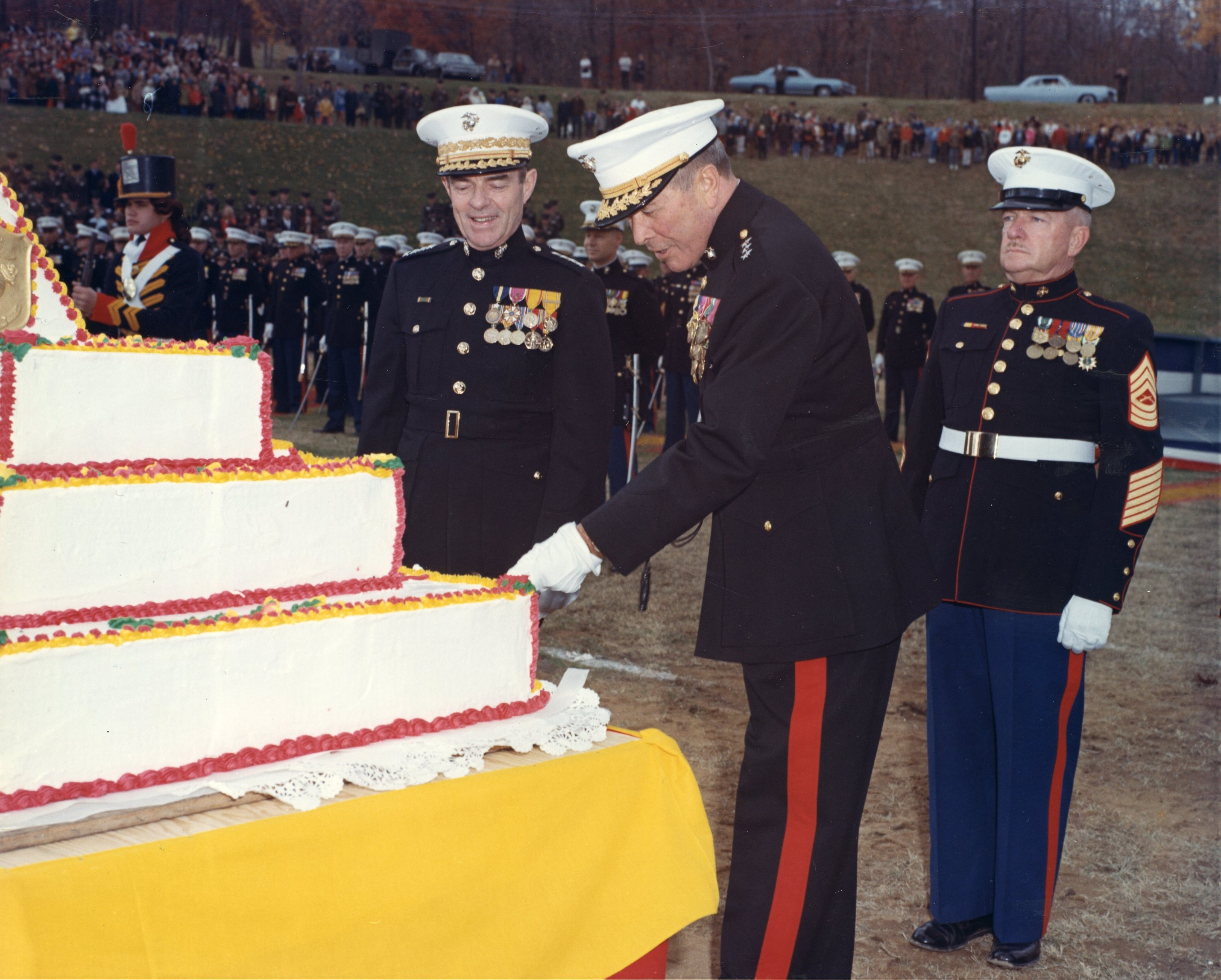
1969年の海兵隊記念日。クワンティコ教育センターにおいて、海兵隊総司令官ウァレス・M・グリーン・ジュニア（写真左）に見守られながらケーキカットを行う司令官のルイス・J・フィールズ
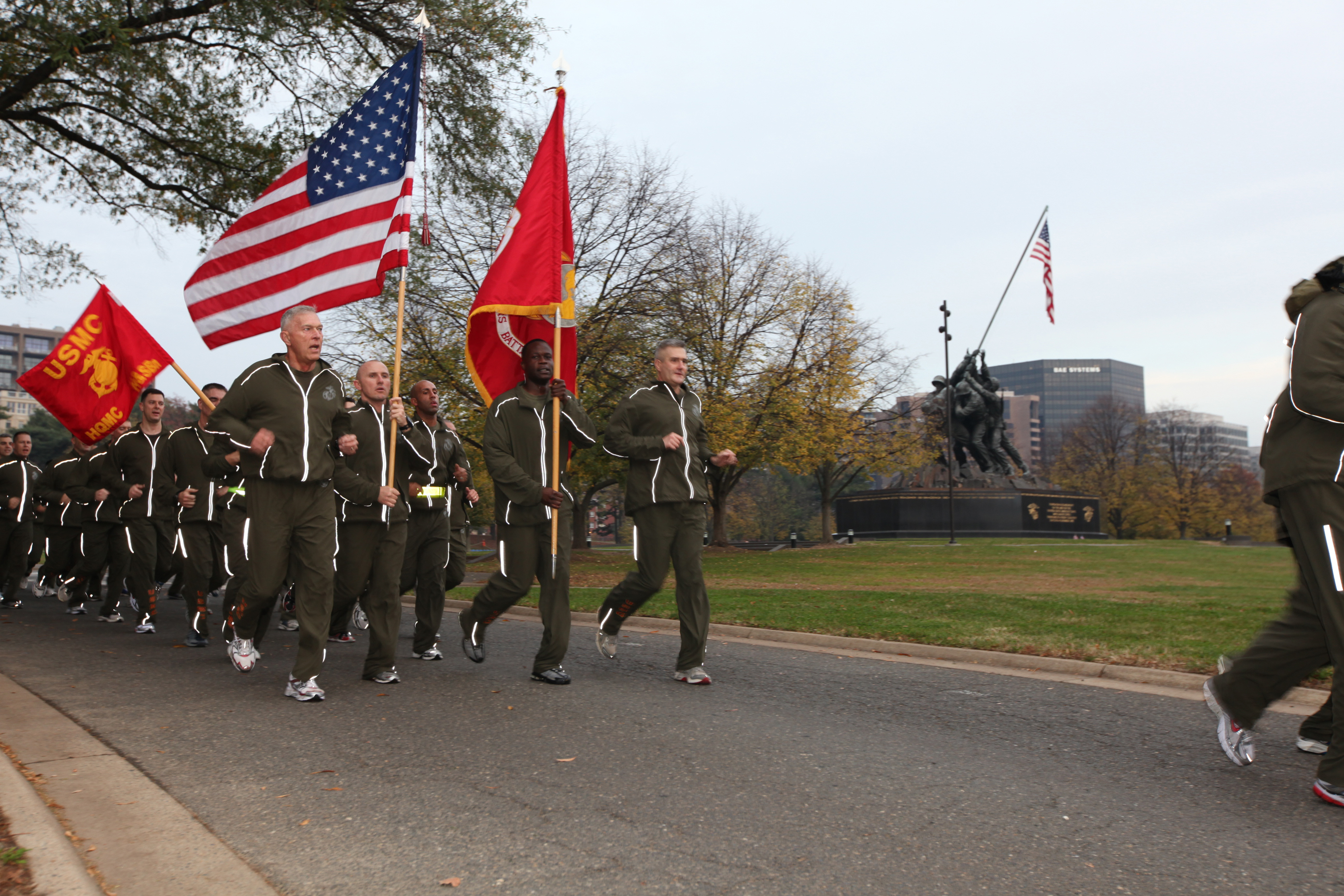
2009年、部隊走の先頭を走る総司令官ジェームズ・T・コンウェイ
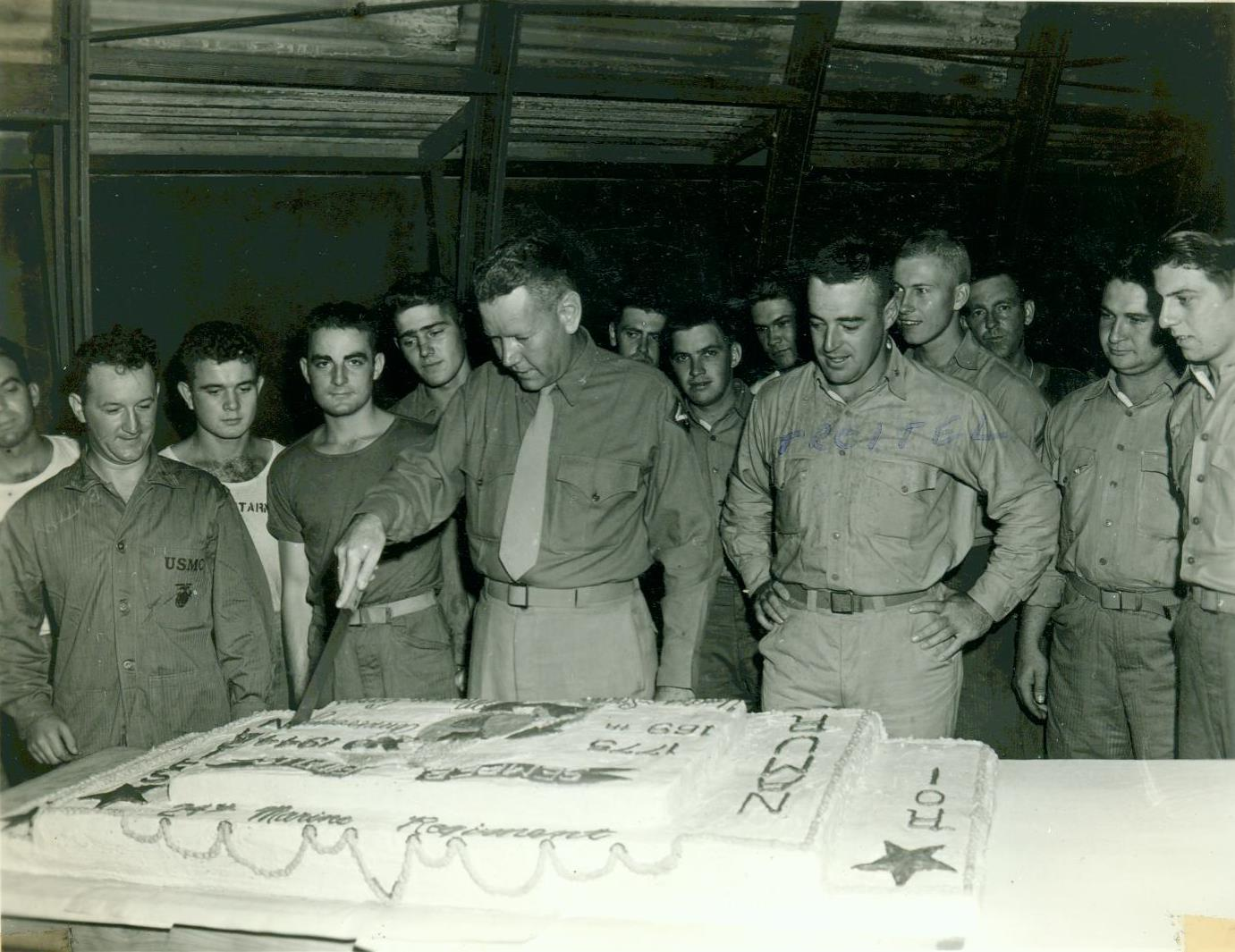
1944年、マウイ島で海兵隊記念日を祝い、第24海兵連隊の隊員たちと一緒にケーキカットを行うオースティン・R・ブルネリ
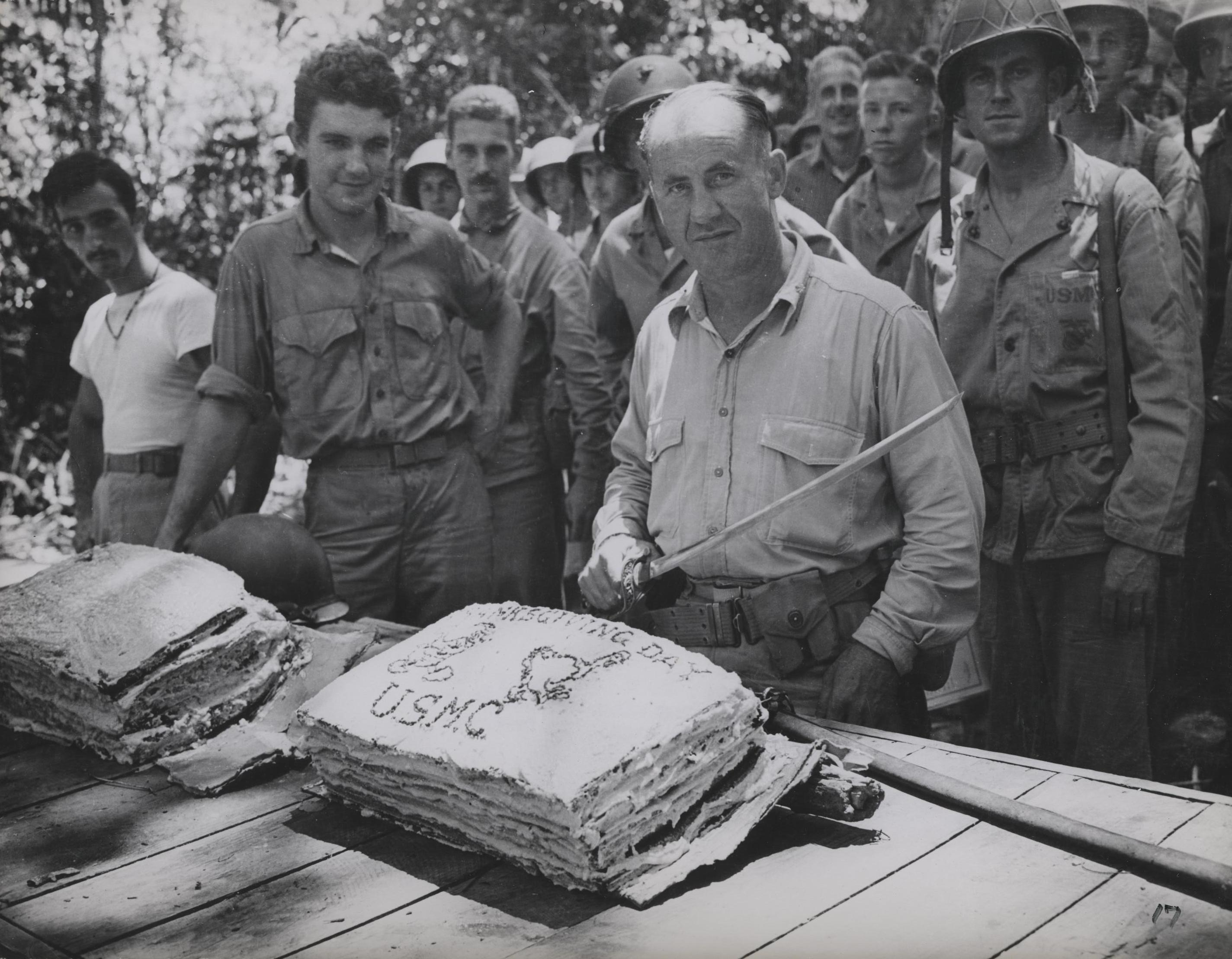
日本軍将校の刀で感謝祭のケーキを切るウィリアム・W・スティックネイ
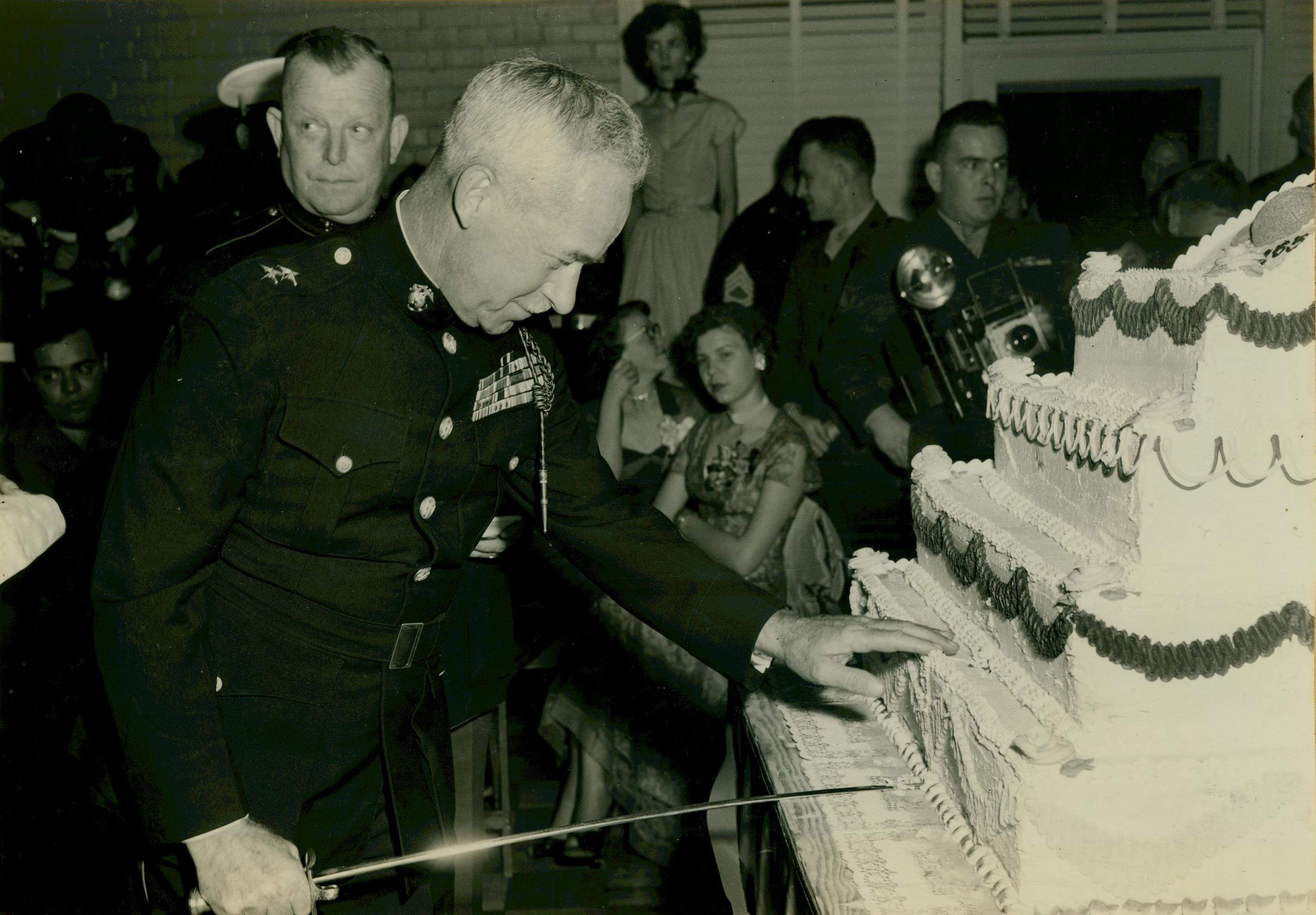
1953年、パリス・アイランド海兵隊リクルート・デポで海兵隊記念日のケーキを切るマーウィン・H・シルバーソーン